# Садиба на Великій Житомирській 19
Садиба на Великій Житомирській 19 — історичний прибутковий будинок в центрі міста Києва.

## Опис
Збудований у стилі неоренесанс, має елементи еклектики.

## Історія
Згадується у 1882 році як власність запорізький капітан[уточнити]. Другий і третій поверхи орендувала лікарня «Квіссіана» для малозабезпечених, а лікар Пейхус Нейштрубе мав власність у будинку. При лікарні були пологові палати, якими керував Мойсей Гологовський. Також у цій споруді була фельдшерсько-акушерська школа. З 2000 року садиба отримала статус пам'ятки архітектури місцевого значення.

## Галерея

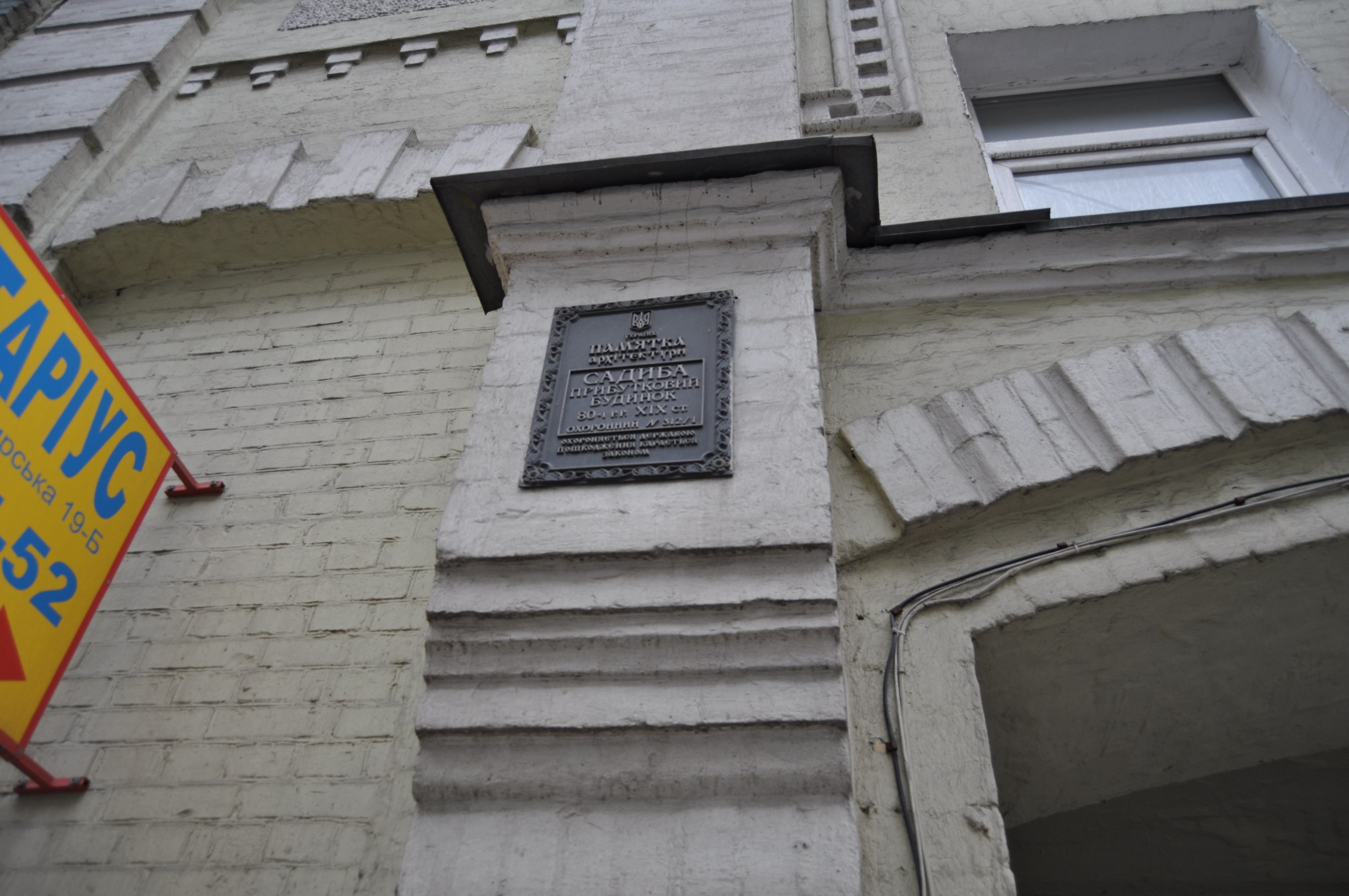
Охоронний знак
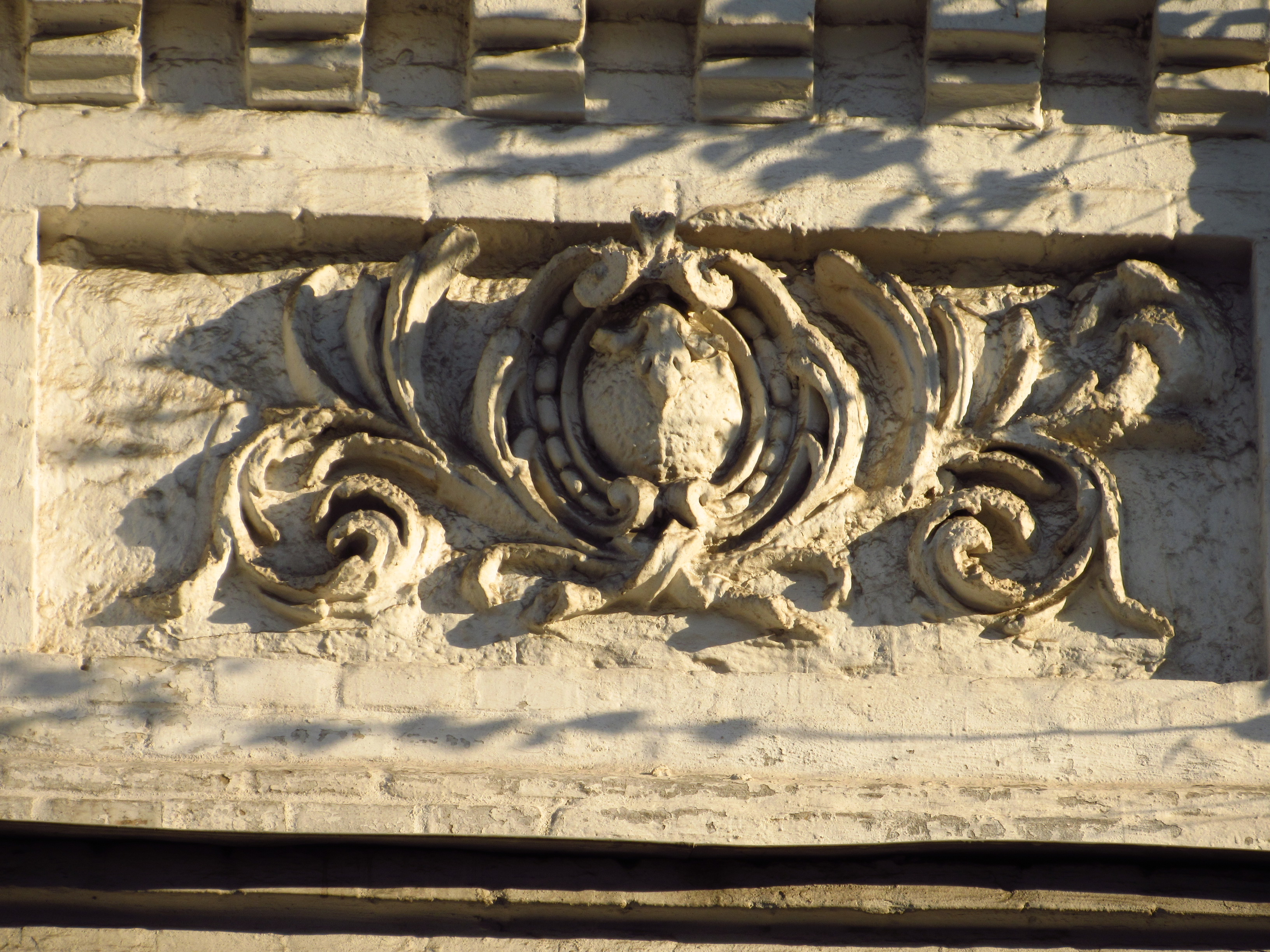
Декор
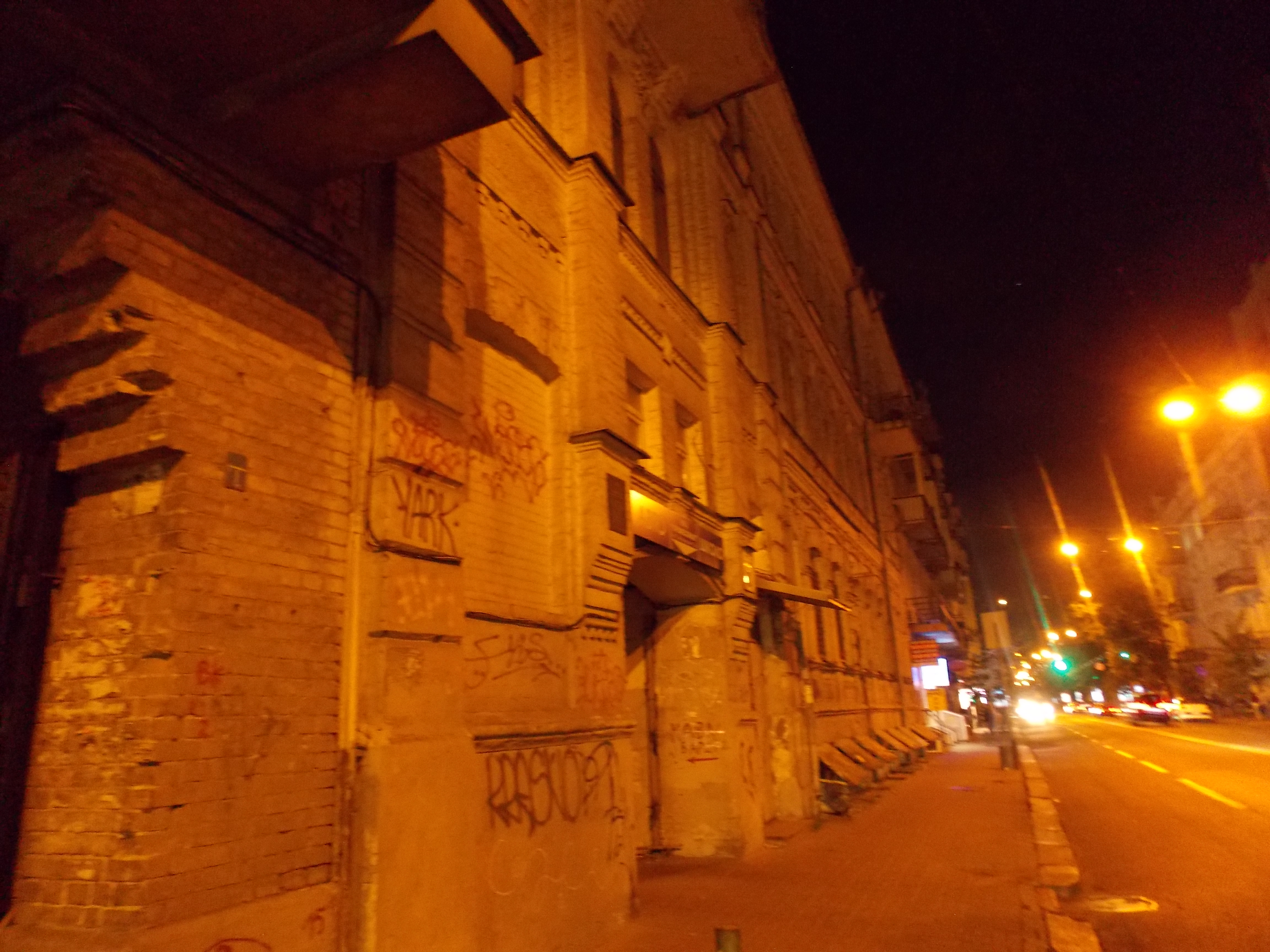
Вид вночі